# Thyrosticta triangulifera
Thyrosticta triangulifera là một loài bướm đêm thuộc phân họ Arctiinae, họ Erebidae.